# Toy Soldiers: Cold War
Toy Soldiers: Cold War es un videojuego de acción y estrategia desarrollado por Signal Studios, lanzado el 17 de agosto del 2011, secuela del videojuego Toy Soldiers, lanzado en 2009. 
Toy Soldiers: Cold War presenta la idea de la posible guerra entre los  Estados Unidos de América y la Unión Soviética entre las décadas de los 70s y 90s. Durante el juego se usa una mecánica de acción y estrategia con una vista en tercera persona, de forma similar a su antecesor. 

## Jugabilidad

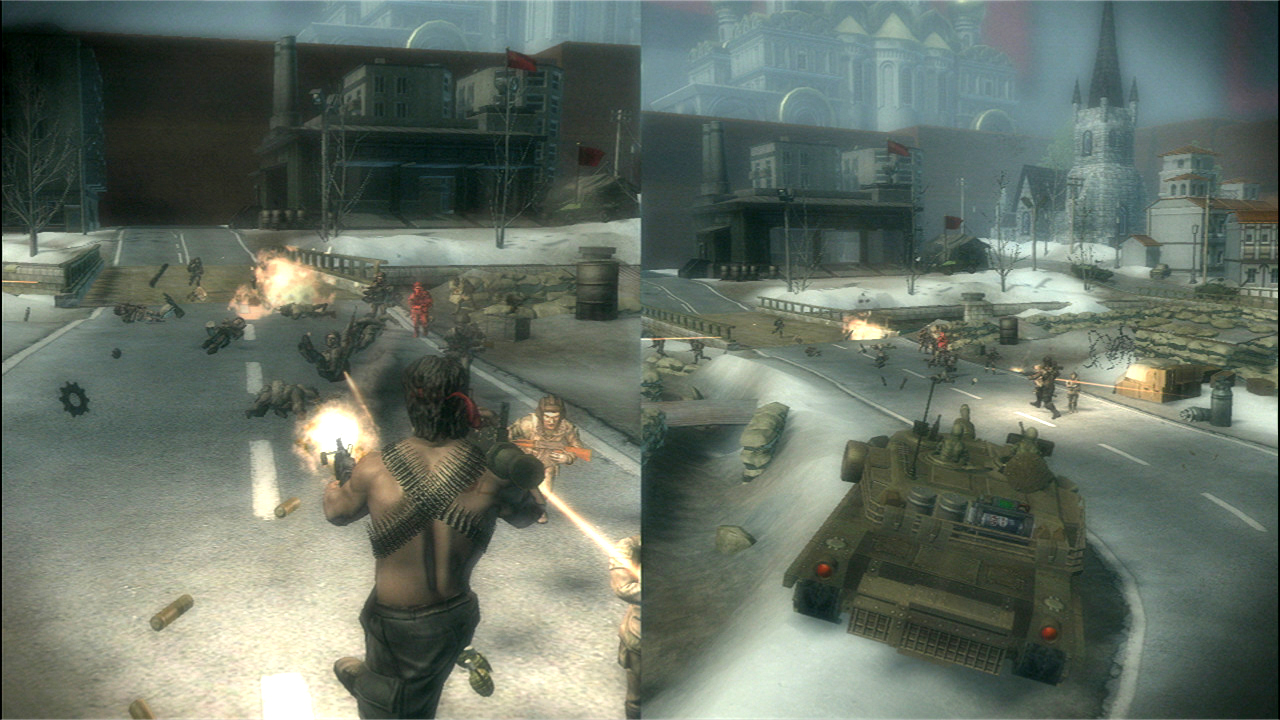
Muestra imagen real del juego.

Toy Soldiers: Cold War cuenta con una jugabilidad similar a la del juego original, en la que los jugadores tratan de repeler una invasión soviética a través de una maqueta, hasta llegar a una caja de juguetes, todo esto ambientado en la recámara de un niño, la biblioteca o el salón. En comparación a los escenarios comunes de la Primera Guerra Mundial de la primera entrega, esta nueva entrega presenta maquetas más variadas; desde selvas y desiertos hasta localizaciones del mundo real como las calles de París y las Grandes Pirámides.
El juego cuenta con algunos "Jefes" de nivel, que son más grandes y dañinos que los enemigos comunes. Otro de los añadidos y cambios en la jugabilidad fue el uso de vehículos. Los jugadores pueden usar vehículos como Jeeps, vehículos blindados de infantería, tanques, cazas a reacción y helicópteros, pero la batería de estos se agota con el tiempo. Para hacer una recarga y seguir haciendo uso de ellos es necesario recoger baterías (flotantes) repartidas por el escenario o llevar el vehículo a una estación de recarga.

## Cortinas de fuego
Las "Cortinas de fuego" son una adición al juego; son recompensas de un solo uso, que son entregadas por eliminar a varios enemigos en una sucesión rápida (a 20 de ellos) o por destruir algún objetivo específico. Estas son elegidas de manera aleatoria habiendo en total 5 de ellas más 2 agregadas en descargas de contenido.
- Comando: Pelea duro o vete a casa. Es una figura de acción que parodia a Rambo. Causa grandes daños a una muy alta velocidad pero tiene la desventaja de solo durar 30 segundos.
- Ataque de artillería: La artillería manda. Al obtener esta recompensa una lluvia de artillería barre el campo de batalla con varios ataques aleatorios a través del mapa.
- Carrera de bombardeo: Nivelar el campo de juego. Un bombardero B-52 lanzará múltiples bombas que destruyen la zona que el usuario seleccione. Puede ser derribado por unidades antiaéreas o vehículos aéreos.
- Apoyo aéreo cercano: ¡Haz que llueva!. Cuando se despliega se puede tomar el control de un avión cañonero AC-130 para atacar a los enemigos en tierra principalmente, aunque puede ser usado contra cierto tipo de unidades aéreas, como los helicópteros de ataque. Mientras esté en el aire no puede ser derribado por el enemigo.
- Ataque nuclear: Decisivo e inolvidable.  Una de las recompensas más dañinas del juego, se selecciona un área del mapa para ser atacada por un misil nuclear. Solo pocas unidades pueden sobrevivir a ello, como enemigos finales.

## Desarrollo
El anuncio de Toy Soldiers: Cold War se realizó el 9 de marzo de 2010, como paso previo a su primera exhibición pública en la convención PAX East de 2010 en Boston, Massachusetts. Jordan Devore de Destructoid dijo: "Manera de poner el listón alto, Signal Studios" y la reacción de Stephen Totilo de Kotaku fue: "Parece una actualización fantástica".

### Lanzamiento y Recepción
Toy Soldiers: Cold War hizo otra presentación en la Convención E3 de 2011 con una recepción positiva. Junto con su inclusión en la promoción Xbox Live 2011 Summer of Arcade, se presentaron demostraciones jugables de Toy Soldiers: Cold War en el piso de exhibición. Para el evento, Signal Studios desarrolló y lanzó un nuevo tráiler del juego y también apareció en el video promocional Summer of Arcade. Hablando de los tipos de bombardeo, Arthur Gies de IGN dijo, "el ladrón del espectáculo fue The Commando. The Commando es, en pocas palabras, John Rambo, un John Rambo que lleva una ametralladora en una mano y una bazuca en la otra, un John Rambo que grita cosas como "¡Querías una guerra!"
Las primeras críticas fueron en general positivas antes del lanzamiento. Tanto IGN como GameSpot otorgaron al juego 8.5/10, mientras que Eurogamer le dio un 7/10, citando que si bien era una mejora definitiva con respecto a su predecesor, "no puede sobrevivir más que unos pocos días de juego intenso".
Toy Soldiers: Cold War se lanzó en Xbox Live el 17 de agosto de 2011 y fue recibido con grandes elogios tanto de la crítica como de los jugadores, obteniendo puntajes perfectos de GamePro (5/5 "Esta fantástica secuela es todo lo que uno podría desear en un juego de defensa de torres , y algo más")) y SFX-360 (10/10).
El juego también obtuvo altas calificaciones de Joystiq (4/5), Giant Bomb (4/5), G4TV (4/5), GameZone (9/10), Destructoid (8.5/10 "un paquete muy completo y grande de contenido que va más allá de lo que otros juegos en este rango de precios tienden a ofrecer". GameShark (A-) y Game Revolution (A- ". Es un juego extremadamente emocionante, emocionante y extremadamente gratificante".).
"Toy Soldier: Cold War aprovechó de inmediato a mi niño interior con su acción colorida y explosiva y seguramente deslumbrará a los estrategas en tiempo real, los fabricantes de modelos y los amantes de las armas antiguas en la familia". – The Washington Times
"Toy Soldiers: Cold War combina la cantidad justa de humor, estrategia y control del jugador para resultar bastante adictivo". -TIME
"Signal Studios tomó lo que ya era un gran juego y lo hizo aún mejor" – Gamecritics.com
Al cierre del año 2011 las ventas superaron las 248.000 unidades.